# Национални парк Маврово
Национални парк Маврово (мкд. Национален Парк Маврово) се налази у Северној Македонији. Основан је 1948. године и заузима површину од 73.088 хектара. Маврово је највећи од три национална парка у Македонији. У национални парк спадају планине Кораб, Дешат, југозападни огранци Шар Планине, велики део планине Бистра и северни делови Крчина. Средишњи део националног парка заузима долина и слив реке Радика. У најнижем делу парка налази се језеро Маврово.

## Природна богатства
У националном парку су бројни географски облици попут: речне долине, клисуре, водопади, крашка поља, увале, вртаче, пећине, циркови, глацијална језера.
Национални парк Маврово одликује се великим богатством флоре, са око 60 ендемичних и реликтних врста биљака (попут рамондија, Ramonda serbica и Ramonda nathaliae). Од вегетације у националном парку Маврово најзаступљеније су планинске букове шуме.
Фауна националног парка Маврово је такође веома разнолика. У парку живи око 140 врста птица, 11 врста водоземаца, 12 врста гмизаваца и 38 врста сисара. Међу значајнијим птичјим врстама су грабљивице (сиви соко, орао крсташ и сури орао) и лешинари (белоглави суп). Од сисара су најзначајнији медвед, балкански рис, дивокоза и дивља мачка.

## Грађевине
У Мавровском језеру налази се црква Св. Николе, која је потопљена 1953. године.

## Други национални паркови у Северној Македонији
- Национални парк Пелистер
- Национални парк Галичица